# 夸烏特莫克號—布魯克林大橋相撞事故
美東夏令時間2025年5月17日，墨西哥海軍夸乌特莫克号风帆训练舰在駛離美國紐約市時撞上布魯克林大橋。該艦的上層桅杆觸及橋底，使部分纜索塌落，造成艦上2人死亡，25人受傷，其中3人重傷。

## 背景
夸烏特莫克號是墨西哥海軍的一艘風帆訓練艦，經常代表國家參與國際親善巡航。2025年5月13日至17日，該艦按例行安排停泊在紐約市南街海港。事發時，夸烏特莫克號正參與一年一度的訓練航行。
這艘船的官方高度為44.81（147.0英尺）。
布魯克林大橋是一座建於1883年的歷史性吊橋，橫跨東河，連接曼哈頓與布魯克林。橋下垂直淨空為127英尺（39）。
該艦原計劃訪問15個國家的22個港口，其中包括牙買加京斯敦、古巴哈瓦那、蘇格蘭阿伯丁，以及墨西哥科蘇梅爾島，歷時170天。

## 事故
2025年5月17日晚上約8時26分，墨西哥海軍夸烏特莫克號風帆訓練艦啟航時，在動力不足及原因未明的情況下，被水流拖行至布魯克林大橋下方並撞上橋底。經多家傳媒確認的社交媒體上流傳片段，可見艦上上層桅杆撞擊大橋後折斷。事發時，船上共有277人，其中就有2名船员在桅杆上。撞擊造成桅杆嚴重損毀，多名船員受傷，其中3人情況危殆。此外，還有幾名水手被發現掛在受損的桅杆上，但最終沒有人掉入河中。

## 緊急應對
事故發生後，紐約市消防局、警察局港口分隊及美國海岸防衛隊迅速趕抵現場展開救援。多名傷者隨即被送往鄰近醫院接受治療。

## 後續
事故發生後，夸烏特莫克號被留在碼頭，由墨西哥海軍與美方當局聯手評估損毀情況。墨西哥海軍部發表聲明，證實船艦與布魯克林大橋發生碰撞，並承諾在調查過程中保持資訊透明。
布魯克林大橋並未出現嚴重結構性損毀，但雙向行車線一度暫時封閉，並於晚上10時30分全面恢復通車。雖然紐約市交通局未就大橋狀況發表具體評論，但事故後不久已安排例行檢修。
紐約市市長艾瑞克·亞當斯表示風帆訓練艦是因机械故障而撞向大桥。紐約市警察局官员同樣表示風帆訓練艦失去了转向动力，被河水的水流冲向大桥。

## 調查
美國國家運輸安全委員會正展開調查，墨西哥海軍方面亦表示會同步進行內部調查。

## 外部鏈接
- 墨西哥海軍官方網站
- 紐約市交通局
- 美國海岸防衛隊